# Sphodromantis lagrecai
Sphodromantis lagrecai Lombardo, 1989, è una specie di mantide religiosa diffusa in Kenya, Tanzania ed Uganda. 
L'epiteto specifico è un omaggio all'entomologo Marcello La Greca (1914-2001).